# Stazione di San Giuliano Piacentino
Stazione di San Giuliano Piacentino vasútállomás Olaszországban, Castelvetro Piacentino településen.

## Vasútvonalak
Az állomást az alábbi vasútvonalak érintik:
- Cremona–Fidenza-vasútvonal

## Kapcsolódó állomások
A vasútállomáshoz az alábbi állomások vannak a legközelebb:
- Stazione di Castelvetro
- Stazione di Villanova d'Arda